# Hrabstwo Bonner
Hrabstwo Bonner (ang. Bonner County) – hrabstwo w stanie Idaho w Stanach Zjednoczonych. Obszar całkowity hrabstwa obejmuje powierzchnię 1919,59 mil² (4971,71 km²). Według szacunków United States Census Bureau w roku 2009 miało 41 403 mieszkańców. Jego siedzibą administracyjną jest Sandpoint.
Hrabstwo zostało ustanowione 21 lutego 1907 r. Nazwa pochodzi od nazwiska Edwina Bonnera. Założył on w 1864 prom na rzece Kootenai River, gdzie usytuowane jest miasto Bonners Ferry.

## Miejscowości
- Blanchard (CDP)
- Clark Fork
- Dover
- East Hope
- Hope
- Kootenai
- Oldtown
- Ponderay
- Priest River
- Sandpoint